# Baniwes
Els baniwes, baníues, banibes, banives però autodenominats walimanai són un grup indígena que habita a Colòmbia i Veneçuela i al nord-oest de l'estat brasiler d'Amazones, més concretament a les zones indígenes de l'Alt Riu Negro, Cubate, Cuiari, Içana-Aiari, Içana-Riu Negro, Kuripaco, Içana Mitjà, Rio Negro Mitjà I, Rio Negro Mitjà II i Xié.

## Etimologia
El nom "baniwa" s'utilitza de manera genèrica per definir els pobles de parla arawak que viuen al riu Içana i als seus afluents. Segons Wright, que treballava amb baniwes, no es tracta d'una autodenominació; es diuen a si mateixos, conformes les seves confraries, com Hohodene, Walipere-Dakenai i Dzauinai. A l'Içana meridional i a l'Içana central, s'anomenen baniwa. A Colòmbia i a l'Alt Içana (Brasil), es coneixen com a kurripakos i parlen un dialecte del baniwa, però no es consideren a si mateixos com un subgrup del poble baniwa. A Veneçuela, se’ls coneix com Waakuenai, a la regió de la conca del Riu Negro, una denominació pròpia que significa “els de la nostra llengua”. També fan servir l’autodenominació waakurikuperi ("aquells que parlen la mateixa llengua"). No obstant això, en les converses amb gent de fora de la comunitat, es refereixen a si mateixos com a "Baníwa". El terme és probablement d’origen Heengatu, però ni tan sols els Baniwa saben explicar com va sorgir aquest exònim. És possible que estigui relacionat amb la paraula "maniva".

## Història
Els primers relats dels baniwes daten del segle xviii, esmentant una aliança d’aquest poble amb els Caverre (un grup Piapoco del riu Guaviare) per combatre les expedicions de guerra dels caribs, que participaven en el tràfic d'esclaus amb els espanyols. En aquest mateix segle, segons fonts portugueses, hi havia alguns baniwrs capturats com a esclaus pels manaós a la regió mitjana i alta del Rio Negro, i portats al Forte da Barra do Rio Negro (actualment ciutat de Manaus).
Els qui van sobreviure a les incursions d'esclaus van formar nous pobles i van ser testimonis de la progressiva derrota dels pobles veïns. És possible que els baniwes absorbissin els renegats i els supervivents d'altres pobles indígenes. Diversos supervivents de les guerres portugueses contra els manaós i Mayapena, entre 1720 i 1730, van buscar refugi als afluents del nord.Fins i tot després de l'abolició oficial de l'esclavitud indígena el 1755, la caça d'esclaus va continuar a moltes zones de l'Amazones.
A la segona meitat del segle xviii, amb la intensificació de la colonització europea, els blancs van introduir diverses malalties entre els baniwes, registrant-se epidèmies de xarampió i verola. L'efecte de les epidèmies, juntament amb el deteriorament de les condicions de vida i l’intens subministrament de mercaderies per part dels blancs, van convèncer els baniwa de deixar els seus pobles i traslladar-se als nous pobles colonials del riu Negro. Aquells que van decidir quedar-se a la seva terra van ser obligats a marxar pels militars portuguesos i, mentre resistien, van ser considerats "bel·licosos". A finals del segle xviii, les colònies portuguesa i espanyola van patir una desorganització que va permetre a molts d’aquests pobles abandonar les ciutats i aconseguir recuperar parcialment i reorganitzar la seva societat.
Cap al 1830, els colons van tornar a la regió de l'Alt Riu Negro, aquesta vegada com a comerciants. No obstant això, es van aliar amb els militars dels forts de São Gabriel i Marabitanas per reclutar mà d'obra indígena per al servei reial, la indústria i l'extracció de productes forestals o serveis domèstics a les cases de famílies d'elit a Manaus. Tant els comerciants com els soldats es van beneficiar molt del comerç laboral indi durant aquest període.
Davant aquesta catàstrofe demogràfica i els successius atacs dels militars, els baniwes van començar a evitar cada vegada més els blancs. Després, a partir de 1857, van sorgir moviments mesiànics profetitzant el futur i sempre assenyalant una persona blanca com a causa de la destrucció. Entre els baniwes, hi havia el profeta Venâncio Camiko, que, entre les seves predicacions, deia que tothom hauria d’evitar qualsevol relació social o econòmica amb els blancs, ja que aquesta és l’única manera d’obtenir la salvació al paradís promès.
En la dècada de 1870, comença la gran febre del cautxú, i l'Alt Riu Negro no està exempt d'exploració, amb l'arribada de "patrons" que controlaven grans extensions de terra i tots els recursos naturals que hi havia. A la regió dels baniwes - el riu Içana i els seus afluents -, el control es feia amb l'espanyol Germano Garrido y Otero, que va romandre a la regió durant més de 50 anys. La febre del cautxú va suposar una gran destrucció dels baniwes i de diversos altres pobles indígenes de l'Amazònia.
Al segle xx, a partir de 1919, es van crear alguns llocs del Serviço de Proteção ao Índio i, a partir de 1914, es van iniciar les missions salesianes a la regió. La idea d’aquestes incursions era establir un contacte més pacífic amb els pobles indígenes i evitar noves pèrdues demogràfiques. A finals de 1940, Sophia Muller, missionera evangèlica nord-americana de la missió Novas Tribos, va començar l'evangelització dels kurripakos a Colòmbia i va decidir estendre la seva feina als baniwes del Brasil. Com els sacerdots salesians ja eren a la regió, hi va haver un acord comú per dividir les comunitats entre elles, formant nuclis evangèlics i catòlics (aquesta divisió es manté fins avui).
A finals del segle xx, els baniwes es van enfrontar a una nova onada de penetració "blanca", al servei de la política de seguretat nacional de l'Estat brasiler o dels interessos de les empreses mineres. A partir dels anys setanta, quan es va anunciar la construcció de la carretera Perimetral Norte (que travessaria la seva terra) i les pistes d’aterratge. A partir del 1986, amb la implementació del Projecte Calha Norte, la zona va rebre visites freqüents de comissions del govern federal d'alt nivell. Empitjorant la situació, des de principis dels anys vuitanta, els garimpeiros i les empreses mineres, protegides per la policia federal, van envair el territori baniwa, provocant destrucció ambiental i diversos casos de violència.
Davant d’aquestes invasions, els baniwa van reafirmar inicialment la seva postura històrica d’autonomia en relació amb els blancs. Els capitans de les comunitats baniwes van reclamar el control dels seus recursos minerals i es van oposar a la presència de miners blancs a les seves terres. La participació activa d’aquests líders a la Federació d'Organitzacions Indígenes de Riu Negro, fundada el 1987, i en la política de partits, a més de diverses associacions locals de comunitats baniwa, com l’Organització Indígena de la Conca Içana (OIBI), l’Organització de les comunitats indígenes del riu Aiary (ACIRA), entre d'altres, representa una nova configuració d’articulacions polítiques que han anat definint les demandes concretes i específiques d’aquestes comunitats.

## Vida religiosa
La part religiosa dels baniwa es basa tradicionalment en els grans cicles i rituals mitològics relacionats amb el culte als avantpassats; als rituals amb flautes i trompetes sagrades; al xamanisme i a les pràctiques dels pajés, oracions i propietaris de cançons; i una rica varietat de rituals de ball, anomenats pudali, associats als cicles estacionals i a la maduració de la fruita. Seguons Wright l'ús de psicòtrops, més específicament paricá i caapi, juguen una posició central tant per a la visió banal de la creació del cosmos, com per a les curacions dels xamans, amb la seva capacitat per "obrir-se", o és a dir, "revelar" allò amagat, allò invisible, allò amagat al món.